# آلتیوم
آلتیوم (به انگلیسی: Altium) یک شرکت نرم‌افزاری در اصل استرالیایی است که نرم‌افزارهای تحت رایانهٔ طراحی الکترونیکی را برای مهندسان تولید می‌کند. این شرکت در سال ۱۹۸۵ میلادی بنا نهاده شده و دارای مراکزی در سیدنی و ادارات فروشی در آمریکا، اروپا، ژاپن و چین است، همچنین نمایندگان فروشی در اکثر بازارهای اصلی دارد. تا سال ۲۰۰۱ این شرکت با نام پروتل (به انگلیسی: Protel) شناخته می‌شد.

## کارایی نرم‌افزار
این نرم‌افزار برای مهندسان الکترونیک یکی از مهم‌ترین و محبوب‌ترین‌ها می‌باشد. از موارد استفاده آن که بین ۹۰ درصد مهندسان الکترونیک مشترک می‌باشد، استفاده از بخش طراحی شماتیک Schematic و مدارچاپی Pcb هست.
البته کارایی این نرم‌افزار به همین دو قسمت محدود نیست و بخش تحلیل، آنالیز، FPGA و… نیز وجود دارد.

## تاریخچه اولیه
تاریخچه Altium به سال ۱۹۸۵ با تأسیس شرکت Protel Systems Pty Ltd توسط طراح الکترونیک نیکلاس مارتین بازمی‌گردد. او در دهه ۱۹۸۰ در دانشگاه تاسمانی مشغول به کار بود. او فرصتی را برای بهینه‌سازی طراحی محصولات الکترونیکی با تلفیق تکنیک‌های طراحی الکترونیک با پلتفرم رایانه شخصی دید. این شرکت اولین محصول خود را در سال ۱۹۸۵ عرضه کرد، یک ابزار طراحی و چیدمان برد مدار چاپی مبتنی بر DOS (PCB) Protel PCB از سال ۱۹۸۶ توسط HST Technology Pty Ltd به بازار عرضه شد.
در اکتبر ۱۹۸۶ شرکت ACCEL Technologies مستقر در سن دیگو، مسئولیت بازاریابی و پشتیبانی برنامه PCB را برای ایالات متحده، کانادا و مکزیک تحت نام تانگو PCB به دست آورد. در سال ۱۹۸۷، Protel ویرایشگر نمودار مدار Protel Schematic را برای DOS راه اندازی کرد. این امر توسط Autotrax و Easytrax در سال ۱۹۸۸ دنبال شد.
در دهه ۱۹۹۰، این شرکت شروع به توسعه یک سیستم طراحی الکترونیکی یکپارچه کرد، که از یک مدل داده واحد برای نگهداری تمام داده‌های طراحی مورد نیاز برای ایجاد یک محصول استفاده می‌کند. فرآیندهای توسعه نرم‌افزار FPGA, PCB با یک نمای پروژه و مدل داده مشترک متحد شدند. سپس می‌توان از انواع ابزارهای ویرایش برای دسترسی و دستکاری طرح استفاده کرد، که قسمت‌هایی مانند طرح و طراحی تابلو، تصویربرداری شماتیک، مسیریابی (EDA)، تست، تجزیه و تحلیل و طراحی FPGA را پوشش می‌دهد.
در سال ۱۹۹۱، Protel Advanced Schematic/PCB 1.0 را برای ویندوز منتشر کرد. اولین سیستم طراحی PCB مبتنی بر ویندوز در جهان. همچنین شروع به خرید شرکت‌های مختلف با فناوری‌های مورد نیاز برای ایجاد یک راه‌حل طراحی الکترونیکی یکپارچه کرد.